# Криза Віри
«Криза Віри» — фільм 2007 року.

## Зміст
Професійна діяльність у Віри складається відмінно. Та вона самотня, тому дуже хоче родинного тепла. Коли з її вини незнайомець Антон потрапляє в лікарню, то вона всіляко намагається загладити те, що трапилося. Між Антоном і Вірою починається роман. Після того, як Антона виписують з лікарні, він не тільки починає жити у Віри, але і влаштовується в компанію, де працює Віра. Хтось із своїх підставляє цю фірму. Антон опиняється у центрі інтриг.